# Khủng bố Hồi giáo tại châu Âu

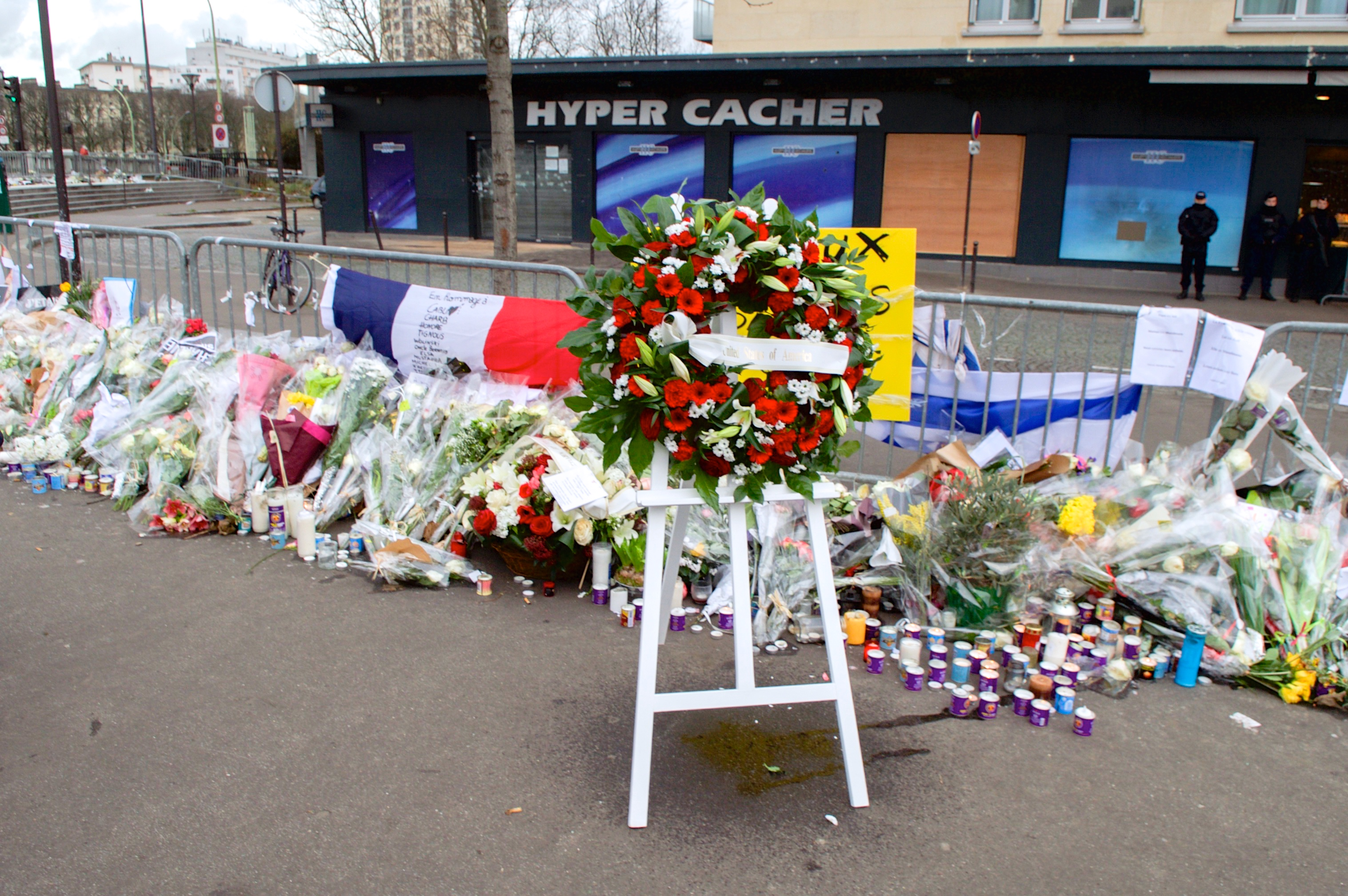
Tưởng niệm những người thiệt mạng trong các cuộc tấn công ở Île-de-France vào tháng 1 năm 2015

Khủng bố Hồi giáo ở châu Âu đã được Nhà nước Hồi giáo (ISIL) hoặc Al-Qaeda cũng như những con sói đơn độc Hồi giáo thực hiện kể từ cuối thế kỷ 20. Europol, tổ chức công bố báo cáo Xu hướng và Tình hình Khủng bố Liên minh Châu Âu (TE-SAT) hàng năm, đã sử dụng thuật ngữ "khủng bố Hồi giáo" trong những năm 2006–2010, "chủ nghĩa khủng bố lấy cảm hứng từ tôn giáo" 2011–2014 và đã sử dụng "khủng bố thánh chiến" kể từ năm 2015.   Europol định nghĩa chủ nghĩa thánh chiến là "một hệ tư tưởng bạo lực khai thác các khái niệm Hồi giáo truyền thống".
Vào đầu những năm 2000, hầu hết các hoạt động khủng bố Hồi giáo đều có liên quan đến Al-Qaeda và các âm mưu có xu hướng liên quan đến các nhóm thực hiện các vụ đánh bom phối hợp. Các cuộc tấn công đẫm máu nhất trong thời kỳ này là vụ đánh bom xe lửa ở Madrid năm 2004, giết chết 193 thường dân (vụ tấn công Hồi giáo đẫm máu nhất ở châu Âu) và vụ đánh bom ở London ngày 7 tháng 7 năm 2005, giết chết 52 người.
Các vụ khủng bố Hồi giáo gia tăng ở châu Âu sau năm 2014. Các năm 2014-16 chứng kiến nhiều người thiệt mạng vì các cuộc tấn công khủng bố Hồi giáo ở châu Âu hơn tất cả các năm trước cộng lại và tỷ lệ âm mưu tấn công cao nhất mỗi năm. Hầu hết hoạt động khủng bố này được lấy cảm hứng từ ISIL, và nhiều quốc gia châu Âu đã có một số liên quan đến cuộc can thiệp quân sự chống lại nó. Một số âm mưu liên quan đến những người nhập cảnh hoặc tái nhập cảnh châu Âu với tư cách tị nạn trong cuộc khủng hoảng di cư châu Âu, và một số kẻ tấn công đã trở về châu Âu sau khi chiến đấu trong Nội chiến Syria. Vụ nổ súng ở Bảo tàng Do Thái của Bỉ vào tháng 5 năm 2014 là vụ tấn công đầu tiên ở châu Âu của một người trở về từ cuộc chiến Syria.
Trong khi hầu hết các cuộc tấn công khủng bố Hồi giáo trước đó ở châu Âu được thực hiện bởi các nhóm và có liên quan đến bom, hầu hết các cuộc tấn công kể từ năm 2014 được thực hiện bởi các cá nhân sử dụng súng, dao và xe hơi. Một ngoại lệ đáng chú ý là vụ nhóm Brussels, mà đã thực hiện hai vụ tấn công chết người nhất trong thời kỳ này.
Các vụ tấn công đẫm máu nhất trong giai đoạn này là vụ tấn công Paris tháng 11 năm 2015 (130 người thiệt mạng), vụ tấn công xe tải Nice tháng 7 năm 2016 (86 người thiệt mạng), vụ tấn công sân bay Atatürk tháng 6 năm 2016 (45 người chết), vụ đánh bom Brussels tháng 3 năm 2016 (32 người thiệt mạng), và vụ đánh bom Manchester Arena vào tháng 5 năm 2017 (22 người thiệt mạng). Những cuộc tấn công và mối đe dọa này đã dẫn đến các hoạt động và kế hoạch an ninh lớn như Opération Sentinelle ở Pháp, Chiến dịch Cảnh giác Hộ vệ và phong tỏa Brussels ở Bỉ, và Chiến dịch Temperer ở Vương quốc Anh.